# TAMALA ON PARADE
『TAMALA ON PARADE』は、2007年8月にリリースされた OVA。この記事では、同じDVDに収録された『TAMALA'S  WILD PARTY』についても解説する。
いずれの作品もTAMALA2010 a punk cat in spaceが元になっている。

## 『TAMALA ON PARADE』

### スタッフ
- 監督・脚本・音楽・アートディレクション： t.o.L
- 2Dアニメーションディレクター:根本健太郎
- 3Dコンピュータグラフィクスディレクター： 筒本道郎 、岡田ケンジ （TALTAパート）
- サウンドデザイン ：田辺邦明（レスパスビジョン）
- オリジナルキャラクターデザイン：t.o.L & 根本健太郎
- 原作 ：「TAMALA2010」 t.o.L

## 『TAMALA'S  WILD PARTY』
1. タマラのネイルアート
2. タマラとミケランジェロの待ち合わせ
3. タマラのオカルトパーティ

### スタッフ
- 絵コンテ・監督：小原秀一（STUDIO 4℃）
- 美術：田村せいき
- CGI：村上浩
- コンポジット：廣瀬由紀子
- 脚本：舘川範雄、大井洋一、渡辺真也、小原秀一
- 撮影監督:松本敦穂
- 音楽・原作：t.o.L
- 制作：ぴえろ